# Liste der Kulturdenkmäler in Trierweiler
In der Liste der Kulturdenkmäler in Trierweiler sind alle Kulturdenkmäler der rheinland-pfälzischen Ortsgemeinde Trierweiler einschließlich der Ortsteile Fusenich, Sirzenich und Udelfangen aufgeführt. Grundlage ist die Denkmalliste des Landes Rheinland-Pfalz (Stand: 8. Februar 2023).

## Denkmalzonen
| Bezeichnung                      | Lage                                                     | Baujahr                               | Beschreibung | Bild |
| -------------------------------- | -------------------------------------------------------- | ------------------------------------- | --- | ---- |
| Denkmalzone Ortskern Trierweiler | Trierweiler, Beim Kreuzchen, Im Kordel, Kirchstraße Lage | spätes 18. und frühes 19. Jahrhundert | Dorfbild des späten 18. und frühen 19. Jahrhunderts von seltener Einheitlichkeit mit Kirche, Kapelle, Pfarrhaus und mehrzeiliger traufständiger Dorfbebauung | BW   |

## Einzeldenkmäler
| Bezeichnung                                      | Lage                                                                 | Baujahr                           | Beschreibung | Bild                           |
| ------------------------------------------------ | -------------------------------------------------------------------- | --------------------------------- | --- | ------------------------------ |
| Quereinhaus                                      | Trierweiler, Beim Kreuzchen 1 Lage                                   | 1830                              | Quereinhaus, bezeichnet 1830 | Fotos hochladen                |
| Quereinhaus                                      | Trierweiler, Beim Kreuzchen 4 Lage                                   | 1797                              | barock-klassizistisches Quereinhaus, bezeichnet 1797 | Fotos hochladen                |
| Prozessionsaltar                                 | Trierweiler, Beim Kreuzchen, Ecke Im Kordel Lage                     | Ende des 19. Jahrhunderts         | Steinaltar, Ende des 19. Jahrhunderts | BW                             |
| Brunnen                                          | Trierweiler, Brunnenstraße Lage                                      | 1841                              | Laufbrunnen, Steintrog bezeichnet 1841, Quellfassung um 1900 | Fotos hochladen                |
| Brunnen                                          | Trierweiler, Im Kordel Lage                                          | erste Hälfte des 19. Jahrhunderts | Dorfbrunnen, Brunnenfassung aus der ersten Hälfte des 19. Jahrhunderts | Fotos hochladen                |
| Quereinhaus                                      | Trierweiler, Im Kordel 14 Lage                                       | 1844                              | Quereinhaus, bezeichnet 1844 und 1855 | BW                             |
| Kirchhof mit Marienkapelle                       | Trierweiler, Kirchstraße, zwischen Nr. 11 und 13 Lage                | 1772                              | Kirchhof der 1898 abgebrochenen Pfarrkirche; das Turmuntergeschoss der 1772 erbauten Kirche zu Marienkapelle umgestaltet, am ehemaligen Chor Kreuzaltar mit Steinkreuz, 1900 | Fotos hochladen                |
| Quereinhaus                                      | Trierweiler, Kirchstraße 21/21a Lage                                 | 1794                              | Quereinhaus, bezeichnet 1794 | Fotos hochladen                |
| Katholische Pfarrkirche St. Dionysius            | Trierweiler, Kirchstraße 25 Lage                                     | 1893/94                           | neugotische Hallenkirche, 1893/94, Architekt Reinhold Wirtz, Trier | weitere Bilder Fotos hochladen |
| Friedhofskreuz                                   | Trierweiler, Kirchstraße, auf dem Friedhof Lage                      | 1742                              | Säulenkreuz, bezeichnet 1742 | BW                             |
| Prozessionsaltar                                 | Trierweiler, Schulstraße, Ecke Auf der Steg Lage                     | Ende des 19. Jahrhunderts         | Steinaltar, Ende des 19. Jahrhunderts | BW                             |
| Wegekreuz                                        | Trierweiler, nordwestlich des Ortes am Waldrand Lage                 | 1872                              | Nischenkreuz, bezeichnet 1872 | BW                             |
| Palliener Kreuz                                  | Trierweiler, nördlich des Ortes und nordwestlich von Neuhaus Lage    | 1874                              | Pfeilerkreuz, bezeichnet 1874 | BW                             |
| Dickes Kreuz                                     | Trierweiler, östlich des Ortes an der Gemarkungsgrenze zu Trier Lage |                                   | umgearbeitete römische Säulentrommel | BW                             |
| Friedhofskreuz                                   | Fusenich, Herrsthaler Straße, auf dem Friedhof Lage                  | 1853                              | Nischenkreuz, bezeichnet 1853 | Fotos hochladen                |
| Katholische Filialkirche St. Wolfgang            | Fusenich, Zur First 2a Lage                                          | 1853                              | kleiner Saalbau, bezeichnet 1853 | BW                             |
| Katholische Filialkirche St. Johannes Evangelist | Sirzenich, Hauptstraße, zu Nr. 20 Lage                               | 1436                              | Chor 1436, Saalbau 1681 | weitere Bilder Fotos hochladen |
| Hofanlage                                        | Udelfangen, Im Wiesengrund 7 Lage                                    | 1841                              | Streckhof, Wohnteil bezeichnet 1841, Wirtschaftsteil bezeichnet 1871 | BW                             |
| Katholische Filialkirche St. Agritius            | Udelfangen, Lindenstraße 9 Lage                                      | 1885                              | neugotischer Saalbau, 1885, Architekt Reinhold Wirtz, Trier; zugehörig Kirchhof mit Friedhofskreuz, bezeichnet 1761                                                          | weitere Bilder Fotos hochladen |
| Quereinhaus                                      | Udelfangen, Lindenstraße 11 Lage                                     | spätes 16. Jahrhundert            | Quereinhaus, im Kern aus dem späten 16. Jahrhundert, Erweiterung gegen Ende des 19. Jahrhunderts                                                                             | BW                             |
| Brunnen                                          | Udelfangen, südwestlich des Ortes an der K 7 Lage                    | 19. Jahrhundert                   | teils im Boden versunkene Quellfassung, 19. Jahrhundert | BW                             |
| Wegekreuz                                        | Udelfangen, südwestlich des Ortes an der K 7 Lage                    | um 1870                           | Schaftkreuz, um 1870 | Fotos hochladen                |
| Wegekapelle                                      | Udelfangen, westlich des Ortes an der K 7 Lage                       | 1887                              | Wegekapelle, Sandsteinquaderbau, bezeichnet 1887 | Fotos hochladen                |

## Ehemalige Kulturdenkmäler
| Bezeichnung                        | Lage                             | Baujahr                     | Beschreibung | Bild |
| ---------------------------------- | -------------------------------- | --------------------------- | --- | ---- |
| Denkmalzone Nieder-Trierweiler Hof | Trierweiler, Schulstraße 51 Lage | Anfang des 19. Jahrhunderts | historische Park- und Gartenanlage des ehemaligen Rittergutes, terrassiert, mit Mitteltreppe, Anfang des 19. Jahrhunderts, die zugehörigen Gutsgebäude 1944/45 und 1990 zerstört; 2018 abgerissen und aus Denkmalliste gelöscht | BW   |